# كرونان (سفينة)
كرونان، كما تدعى أيضا ستورا كرونان, وهي سفينة حربية سويدية التي كانت بمثابة السفينة الرئيسية في البحرية السويدية في بحر البلطيق في 1670. عندما بنيت، كانت واحدة من أكبر السفن المبحرة في العالم. بناء كرونان استمر من 1668-1672، وكانت قد تأجلت بسبب الصعوبات في التمويل والصراعات بين ترسانة السفن فرانسيس شيلدون والأميرالية السويدية. بعد أربع سنوات من الخدمة، تعثرت السفينة في طقس عاصف في معركة أولاند في 1 يونيو 1676: في حين جعل منعطفا حادا في ظل الكثير من الشراع أنها انقلبت، وأشعلت البارود مجلة وفجرت أكثر من أقواس هيكل. كرونان وغرقت بسرعة، مع حوالي 800 من الرجال وأكثر من 100 بندقية معها، جنبا إلى جنب مع معدات ذات قيمة عسكرية، وأسلحة، والبنود الشخصية وكميات كبيرة من الفضة والذهب والعملة.
وكان فقدان كرونان ضربة قاسية للسويد خلال الحرب السكانية وهي جزء من الحروب الشمالية التي تنطوي على اتحاد الدانمارك والنرويج، والسويد براندنبورغ. (1675-1679). إضافة إلى كونه الأكبر والأكثر المدججين بالسلاح سفينة في البحرية السويدية، وقالت انها كانت رمزا هاما لوضع النظام الملكي من الشباب تشارلز الحادي عشر. جنبا إلى جنب مع كرونان، خسرت البحرية نسبة كبيرة من أفضل القوى العاملة، يتصرف القائد الأعلى لورنتز كروتز، والعديد من ضباط الأسطول رفيعى المستوى، ورئيس الطاقم الطبي للبحرية. وقد شكلت لجنة للتحقيق في ما إذا كان أي من الأفراد يمكن أن يكون مسؤلا عن الفشل الذريع للبحرية السويدية في معركة أولاند والهزائم الرئيسية الأخرى خلال الحرب. على الرغم من أن لا أحد قدم رسميا للمساءلة، وألقي باللوم على Creutz من قبل العديد من المؤرخين لغرق كرونان بسبب قلة الخبرة البحرية والأوامر. وقد وفرت البحوث التي أجريت مؤخرا صورة أكثر دقة، ويشير إلى نقص عام في منظمة بحرية متطورة وضباط سلاح في ذلك الوقت في السويد.
تم إنقاذ معظم البنادق التي غرقت مع كرونان في 1680، ولكن في النهاية سقط الحطام في غياهب الغموض. تم اكتشاف موقفها المحدد في عام 1980 من قبل الباحث الهاوى أندرس فرانزين، الذي كان قد حدد أيضا مكان السفينة الحربية في القرن 17- فاسا في 1950. عمليات الغوص تتم سنويا منذ ذلك الحين حيث يتم المسح والتنقيب في موقع الحطام والتحف تم إنقاذها، 
وأصبح حطام السفينة كرونان الأكثر على نطاق واسع في بحر البلطيق بعد فاسا. تم انتشال أكثر من 30,000 من القطع الأثرية، والعديد تم حفظها ووضعها على الملأ للعرض الدائم في متحف مقاطعة كالمار في كالمار. المتحف هو المسؤول عن الآثار البحرية للعمليات والمعارض الدائمة على كرونان.

## خلفية تاريخية

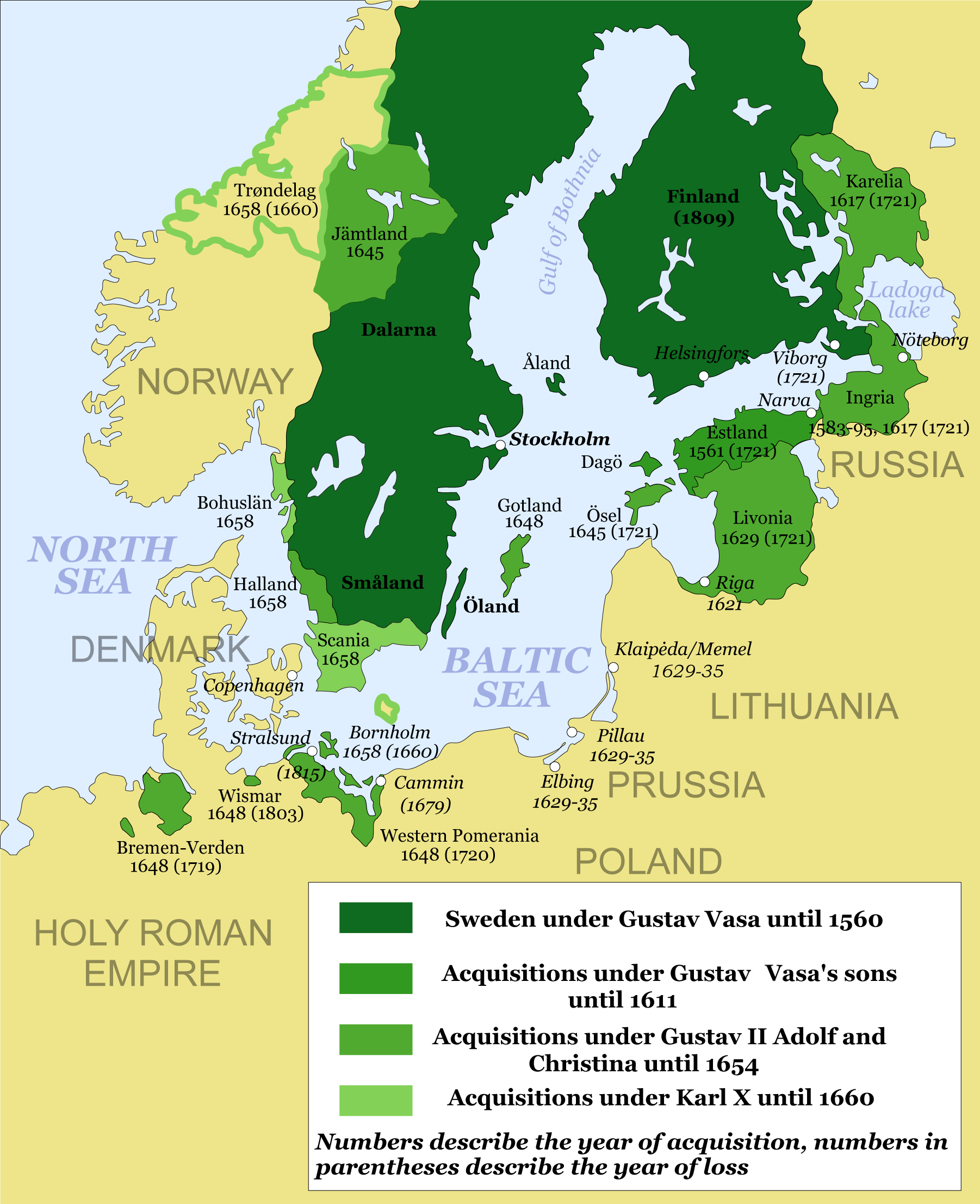
A map of Sweden's territorial gains and losses 1560–1815. Sweden was at its peak as a Baltic power in the years that Kronan served.

في 1660، كانت السويد في أوجها كقوة عظمى أوروبية. وقد هزمت الدنمارك واحدة من منافسيها الرئيسيين للهيمنة في البلطيق، في كل من حرب توريستينسون (1643-1645) ودانو السويدية الحرب (1657-1658). في معاهدات برومسيبرو (1645) وروسكيلد (1658)، وقد اضطرت الدنمارك للتنازل عن جزر جوتلاند وساريما، كل من الأراضي الشرقية تقريرا عن شبه الجزيرة الإسكندنافية، وأجزاء من النرويج. في الحرب الثالثة، 1658-1660، الملك شارل العاشر من السويد حاول الإجهاز غلى الدنمارك من أجل الخير. ان هذه الخطوة الملكية الطموح جريئة في مجتمع بالفعل عسكري إلى حد كبير موجهة للحرب، والدولة المالية والعسكرية  أن تفكيك جيوشها كان يتطلب دفع الأجور المستحقة، لذلك كان هناك حافزا الأساسية للحفاظ على الأعمال العدائية على قيد الحياة والسماح الجنود يعيشون على أراضي العدو ونهب. الهجوم المتجدد على الدنمارك تهدد مصالح الدول الشحن الرائدة إنجلترا والجمهورية الهولندية، الذين كانوا أفضل وجه عن طريق الحفاظ على منطقة بحر البلطيق منقسمة سياسيا. تدخلت هولندا في 1658 عن طريق إرسال أسطول لوقف محاولة لسحق الدنمارك. كما بعث إنجلترا أسطولا في نوفمبر من العام نفسه، لمساعدة السويد في الحفاظ على الرقم الصوت بعيدا عن نطاق السيطرة الدنماركية والهولندية. وفشلت الحملة الإنجليزية نتيجة طقس الشتاء السلبي والاضطرابات السياسية التي أنهت الحماية، وفي النهاية، أحبطت خطط تشارلز.

### حالة الأسطول
قبل 1675، كان الأسطول السويدي متفوقا عدديا على نظيره الدنماركي (18 سفينة من الخط ضد 16 و 21 من الفرقاطات ضد 11)، ولكن كانت السفن السويدية عموما الأقدم عمرا والأقل جودة من الدنماركية، التي تم إحلال نسبة أكبر من سفنها بالمزيد من السفن الحربية الحديثة. وكان الجانب السويدي يعانى أيضا من مشاكل تختص بالصيانة الروتينية، وكان كل من التزود بالمعدات والأشرعة عموما في حالة سيئة.حيث تفتقر الطواقم السويدية إلى مستوى الاحتراف الذي تميز به البحارة الدنماركيين النرويجيين، الذين غالبا ما كانوا يمارسون تجربة الخدمة في البحرية التجارية الهولندية، وكانت البحرية السويدية تفتقر إلى مجموعة أساسية من الموظفين الفنيين، في حين أن قدامى المحاربين المخضرمين مثل كورت آديلر الدنماركي ونيلس جول. وقد تعزز الأسطول الدنماركي بالوحدات الهولندية تحت فيليب فان الموند وكورنيليس ترومب، وهذا الأخير ضابط من ذوي الخبرة الذين خدموا تحت ميشيل دي رويتر 

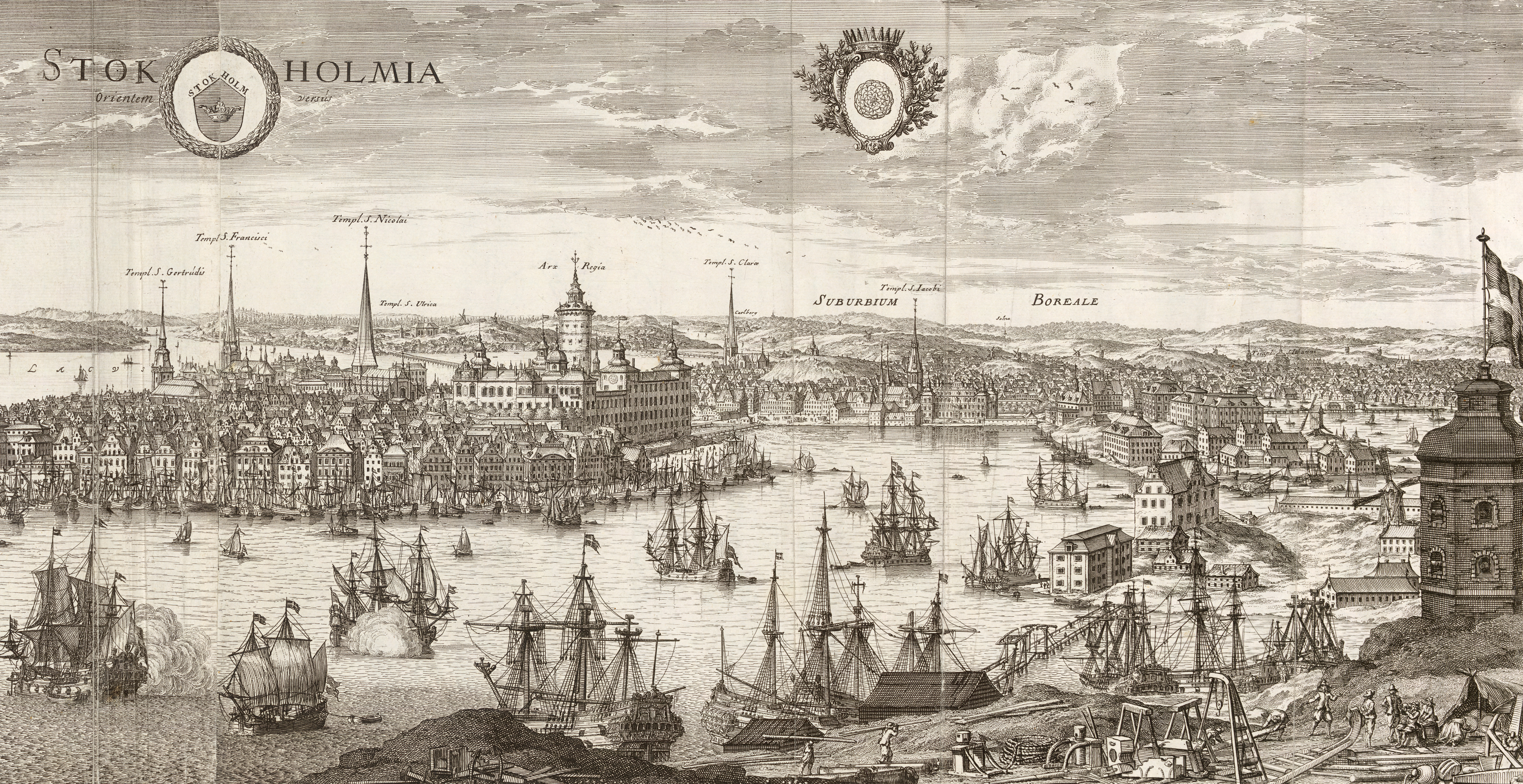
التفاصيل من نقش ستوكهولم من Suecia التحف وآخرون hodierna من قبل إريك داهلبرغ وويليم Swidde، وطبع في 1693.المنظر يظهر العاصمة السويدية كميناء صاخب، وفي المقدمة ذروة جزيرة صغيرة في وسط ستوكهولم، السويد بجانب أحواض بناء السفن المالكة على سكيبشولمين.

## التصميم
في الحرب الأولى البريطانية الهولندية (1652-1654) شهدت تطور خط المعركة، وهو تكتيك حيث شكلت السفن خط متواصل لاطلاق النار يرودسايد أي هو جانب من السفينة؛ بطارية مدفع على جانب واحد من سفينة حربية؛ أو في نفس الوقت (أو قرب وقت واحد) تطلق النار في الحرب البحرية. في عدو. سابقا، التكتيكات البحرية كان يفضل أن تكون قصيرة المدى وقوة النيران داخلية بقصد اتخاذ جوائز. بعد منتصف القرن 17، تحولت تكتيكات القتال من الربع قريبة إلى تعطيل أو غرق الأعداء من خلال تفوق قوة النيران لمسافات طويلة. استتبعت هذه التغيرات الكبرى في العقيدة، وبناء السفن، والمهنية في القوات البحرية الأوروبية من 1650 فصاعدا. خط المعركة كان يفضل السفن الكبيرة التي كانت مدججة بالسلاح وقوية بما فيه الكفاية للحفاظ على خط في مواجهة نيران العدو. بدأت زيادة المركزية وتركيز السلطة في الدول القومية الناشئة في أواخر القرن 17 سمحت توسع كبير في الجيوش والقوات البحرية، وبناء سفن حربية جديدة وبناء سفن أكبر من ذلك بكثير. شرعت السويد في برنامج بناء السفن بتوسع في أواخر 1660.
كانت كرونان واحدة من أكثر السفن الحربية المدججة بالسلاح في العالم في عام 1672 عندما أطلق أنها، ذات ثلاثة ديكر مع 110 من المدافع. وكانت السفينة تحوى ثلاثة gundeck بالكامل مع البنادق من bow to stern . تماما كان هناك سبعة مستويات منفصلة، مقسمة على ستة طوابق. أبعد أسفل في السفينة، فوق العارضة، وكان hold أي عقد، وفوقه مباشرة، ولكن لا يزال تحت خط الماء، وضع orlop ؛ سواء كانت تستخدم في المقام الأول للتخزين فوق orlop كانت ثلاثة من منصات إطلاق مدافع مجهزة، اثنتان منهم يمكن تغطيتهم، في حين كان حوالي نصف منصة إطلاق علوية مفتوحة للعناصر في وسط السفينة، أو الخصر. كان القوس لديه سطح واحد، ما يجعل منها forecastle أو الطابق العلوى من السفينة الشراعية، وكان في الخلفية من السفينة اثنين من الأرضيات للسفينة، بما في ذلك أنبوب سطح السفينة أو poop deck.

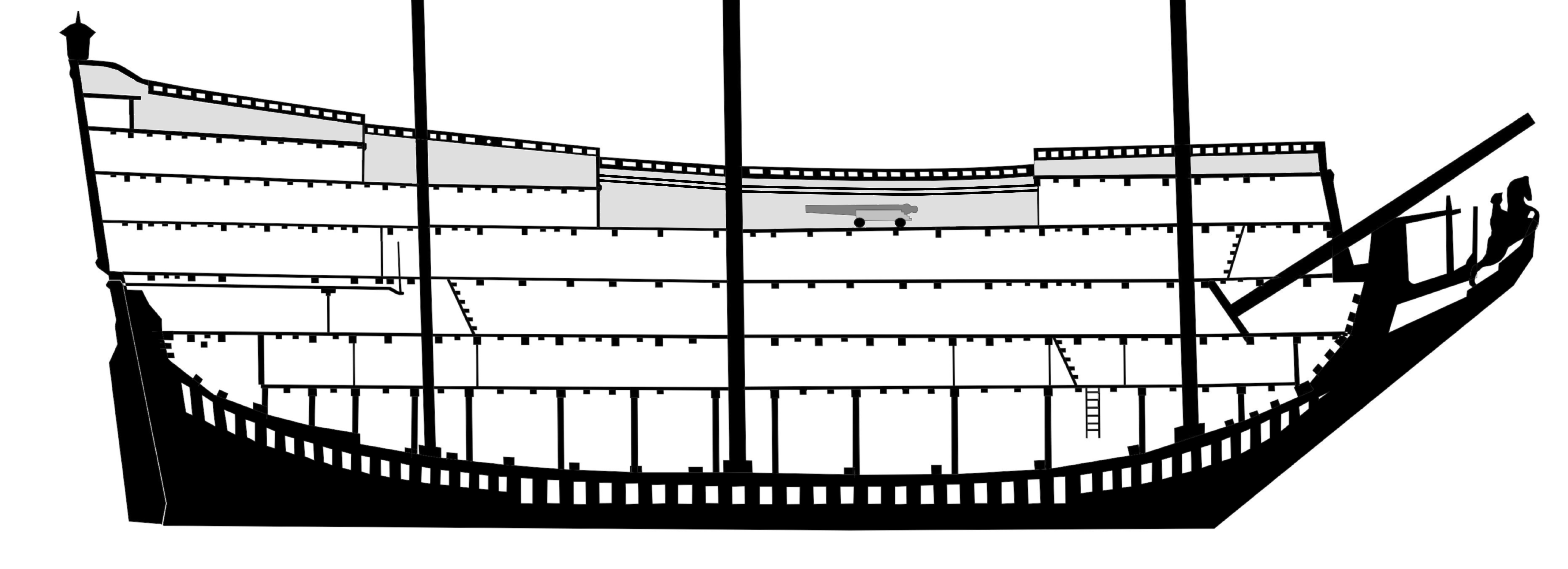
Diagram of Kronans deck structure based on a model by the Kalmar County Museum.

During the first half of the 17th century, Swedish warships were built in the Dutch manner, with a flat, rectangular bottom with a small الغاطس (بدن). This shipbuilding style was adapted mainly for smaller ships in the shallow coastal waters of the Netherlands, and allowed for quick construction, but these less sturdy vessels were generally unsuitable as warships and somewhat unstable in rough seas. When Kronan was built, the English approach to building had prevailed, giving hulls a more rounded bottom and greater draft, as well as a sturdier frame and increased stability. The stern was more streamlined below the waterline, which lessened resistance.